# Kurt Küchler

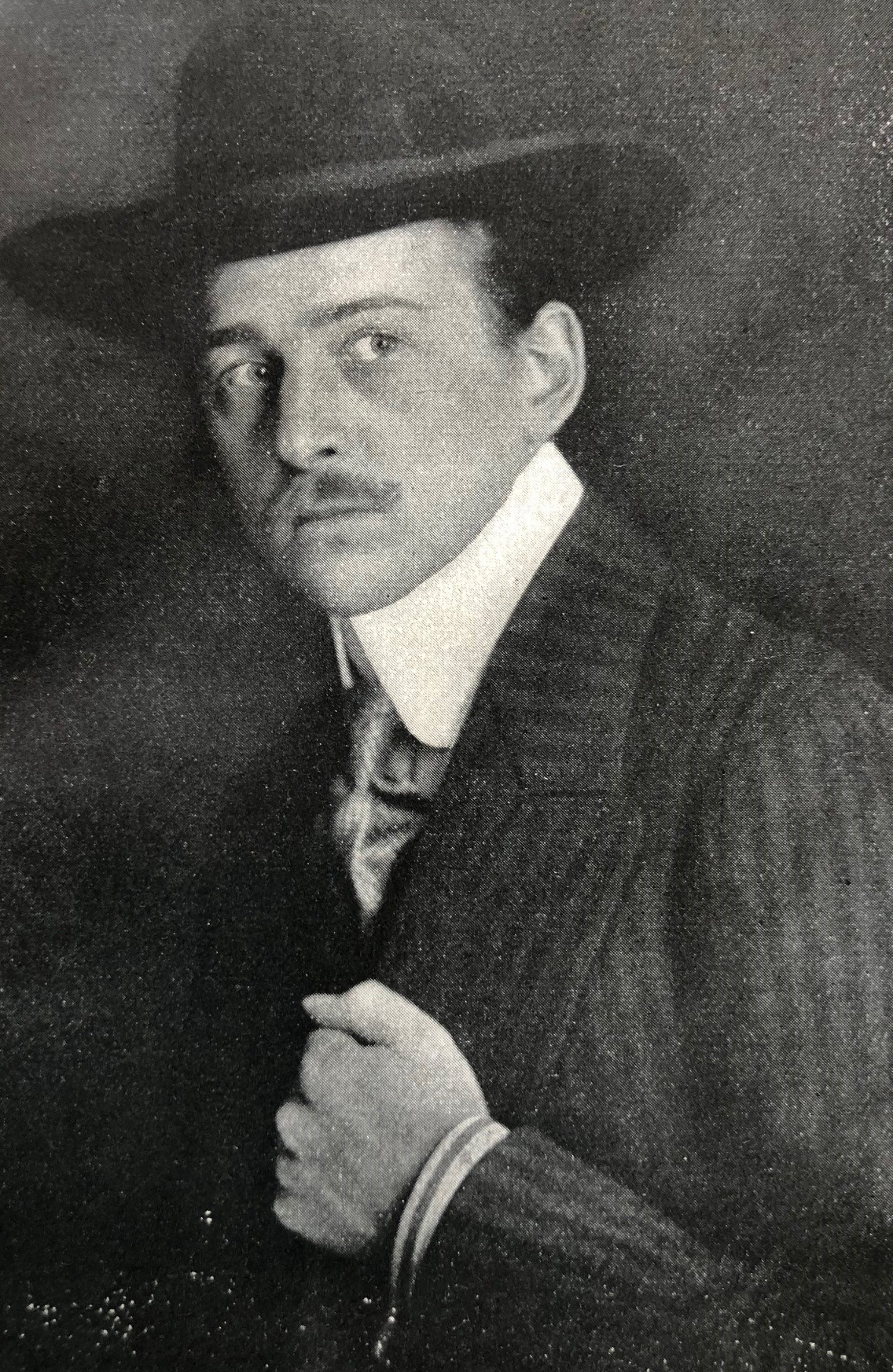
Kurt Küchler

Kurt Küchler (* 9. März 1883 in Essen; † 1. Mai 1925 in Nienstedten/Holstein) war ein deutscher Journalist und Schriftsteller.

## Leben
Nach dem Abbruch seines Architekturstudiums an der Technischen Hochschule Hannover war Kurt Küchler als Journalist in Magdeburg und Altona tätig, wo er bis 1910 als Theaterkritiker der Redaktion des „Altonaer Tageblatts“ angehörte. Er veröffentlichte auch Artikel in der Vossischen Zeitung. Von 1910 bis 1913 schrieb er für das Feuilleton des „Hamburger Fremdenblatts“, danach lebte er als freier Schriftsteller in Nienstedten. Er übte seinen Beruf trotz seiner Erblindung in den letzten Lebensjahren bis zu seinem Tod aus.
Kurt Küchler wurde in erster Linie als Verfasser von Theaterstücken bekannt, daneben umfasst sein literarisches Werk zahlreiche Romane und Erzählungen sowie Gedichte.
1928 wurde in Nienstedten die Kurt-Küchler-Straße nach ihm benannt.

## Werke
- Ein Tagebuch in Liedern, Dresden 1903
- Adalbert von Hanstein, Leipzig 1904
- Moderne Dichtungen, Göttingen 1904
- Der Roman eines Wahnsinnigen, Dresden 1904
- Das Altonaer Stadttheater, Altona-Ottensen 1906
- Ischarioth, Altona-Ottensen 1906
- Fahrten in Norwegen, 3. bis 16. Juni 1907 an Bord der „Vega“, Altona-Ottensen 1907
- Des Lebens Possenspiel, Berlin 1908
- Sommerspuk, Berlin 1909
- Friedrich Hebbel, Jena 1910
- Ransis, Jena 1910
- Ursulas fröhliche Fahrt, Hamburg 1912
- Die goldene Locke, Berlin-Wilmersdorf 1913
- Der Orkan, Berlin-Wilmersdorf 1914
- Feuertaufe, Leipzig 1915
- Der tägliche Gast. Peter Fingals Heimkehr, Köln 1915
- Allerhand Kriegsvolk, Leipzig 1916
- Die deutsche Flotte im Weltkrieg, Braunschweig 1916
- Die Helden von S 90 und andere Erzählungen aus dem Weltkrieg, Cöln 1916
- Die letzten Tage von Tsingtau, Heilbronn 1916
- Sturmflut gegen den Deich, Leipzig 1917
- Kriegsflagge am Heck!, Hamburg-Großborstel 1918
- Steuermann Holk, Hamburg [u. a.] 1920; verfilmt 1920 Regie: Ludwig Wolff
- Die versilberte Braut, Hamburg [u. a.] 1920
- Aus Hafenschenken und Jungfernstuben, Hamburg-Altona 1921
- Gastmahl der Liebe, Hamburg-Altona 1921
- Der Hafenmaler, Berlin 1921
- Die kleine Magd, Leipzig 1921
- Der Sohn des Stauers, Leipzig [u. a.] 1922
- Im Schleppnetz des Schicksals, Leipzig 1923
- Von schweren und leichten Herzen, Berlin 1923
- Die Goldbarren, Bremen 1924
- Rhododor, Leipzig 1924
- Zwischen den Dünen, Leipzig 1924
- Die kleine Magd und andere Erzählungen, Leipzig 1928

## Herausgeberschaft
- Detlev von Liliencron: Liliencron-Brevier, Berlin [u. a.] 1905
- Schiller-Festschrift der "Göttinger Zeitung", Göttingen 1905
- Friedrich Hebbel: Hebbels Briefe, Jena 1908